# Fornax samoënsis
Fornax samoënsis är en skalbaggsart som beskrevs av Edmond Jean-Baptiste Fleutiaux 1928. Fornax samoënsis ingår i släktet Fornax och familjen halvknäppare. Inga underarter finns listade i Catalogue of Life.